# 巴巴拉波爾圖宮

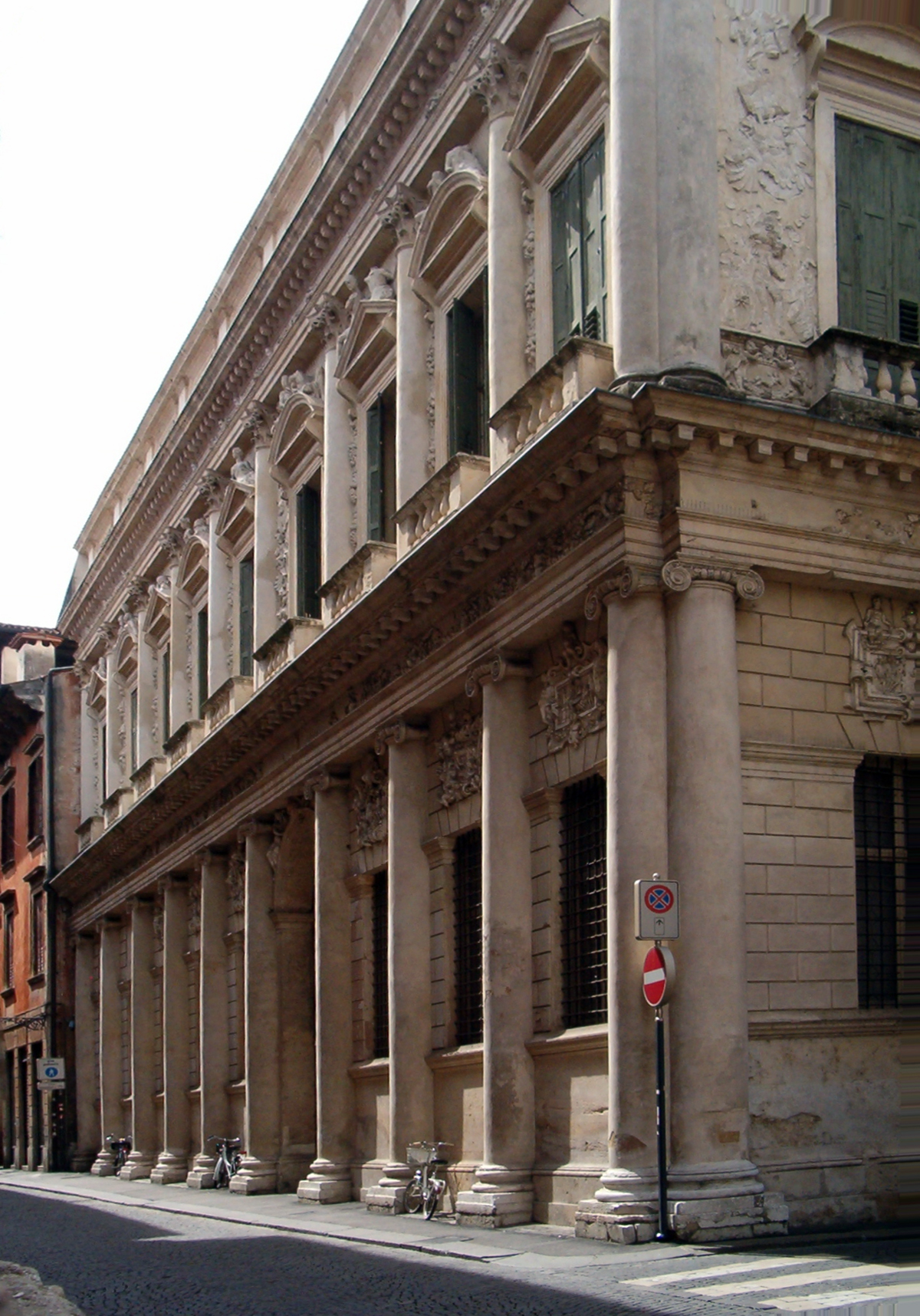
巴巴拉波爾圖宮

巴巴拉波爾圖宮 (義大利語：Palazzo Barbaran da Porto)是位於義大利北部城市維琴察的一座宮殿建築。巴巴拉波爾圖宮由安德烈亞·帕拉弟奧設計於1569年，修建於1570年至1575年。巴巴拉波爾圖宮被列入了世界文化遺產。